# Virginité (christianisme)
Vous êtes invité à donner votre avis sur cette page de discussion, de manière argumentée en vous aidant notamment des critères d’admissibilité ou en présentant des sources extérieures et sérieuses.  
Après avoir apposé le modèle {{Admissibilité}} sur une page, suivez les étapes expliquées sur Wikipédia:Débat d'admissibilité/Aide :
| 1. | Créez la page de débat d'admissibilité.                                                                      | Sauvegardez d’abord la page pour l’initialiser puis indiquez votre motivation.                   |
| 2. | Important : ajoutez une entrée dans la section Débat d'admissibilité du jour.                                | Utilisez ce texte : *{{L\|Virginité (christianisme)}}                                            |
| 3. | Pensez à informer les contributeurs principaux de la page et les projets associés lorsque cela est possible. | Utilisez ce texte : {{subst:Avertissement débat d'admissibilité\|Virginité (christianisme)}}~~~~ |

Pour les articles homonymes, voir Vierge.

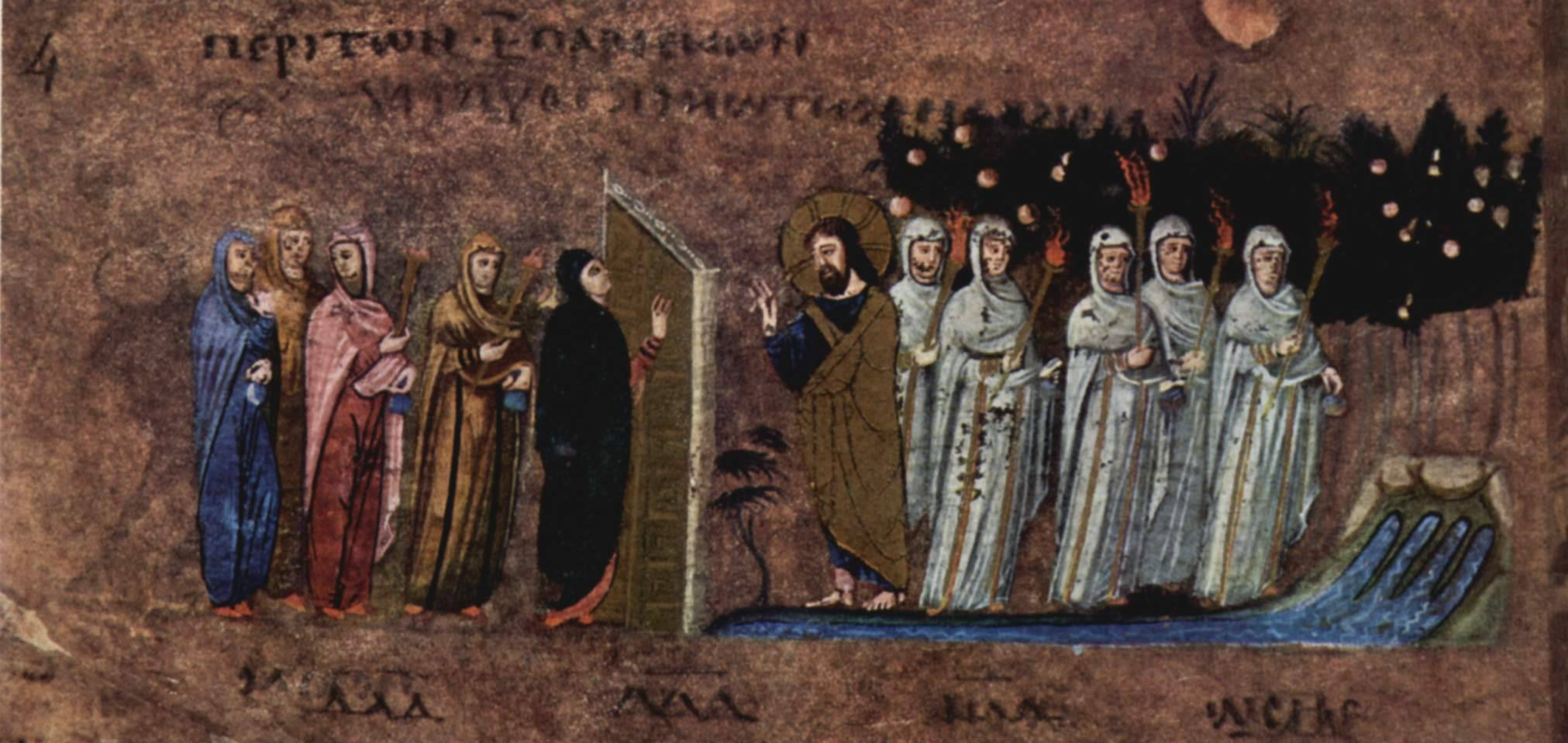
Les Vierges sages et les Vierges folles, enluminure de l'Évangile de Rossano, fol. 2v. Syro-palestinien, VIe siècle. Musée diocésain et du Codex, Rossano, Italie, cod. 1

La virginité dans le christianisme ou les vierges chrétiens (en latin : Virgo, en grec ancien : Παρθένος) le choix volontaire et définitif de l’abstinence sexuelle en vue d’une consécration totale à Dieu.
Elle est une forme ou genre de vie consistant à renoncer définitivement à l'exercice de la sexualité par vocation, pratiquée depuis l'Antiquité et essentiellement employée au sein de l'Église orthodoxe ainsi que l'Église catholique. La virginité chez les femmes est d’abord de l’intégrité physique ; chez les hommes, il s’agit de continence : on parle d’ascètes, de célibataires. Il existe de nombreux vierges saints et bienheureux. Ils sont continents, gardant une chasteté abstinente.

## Origines

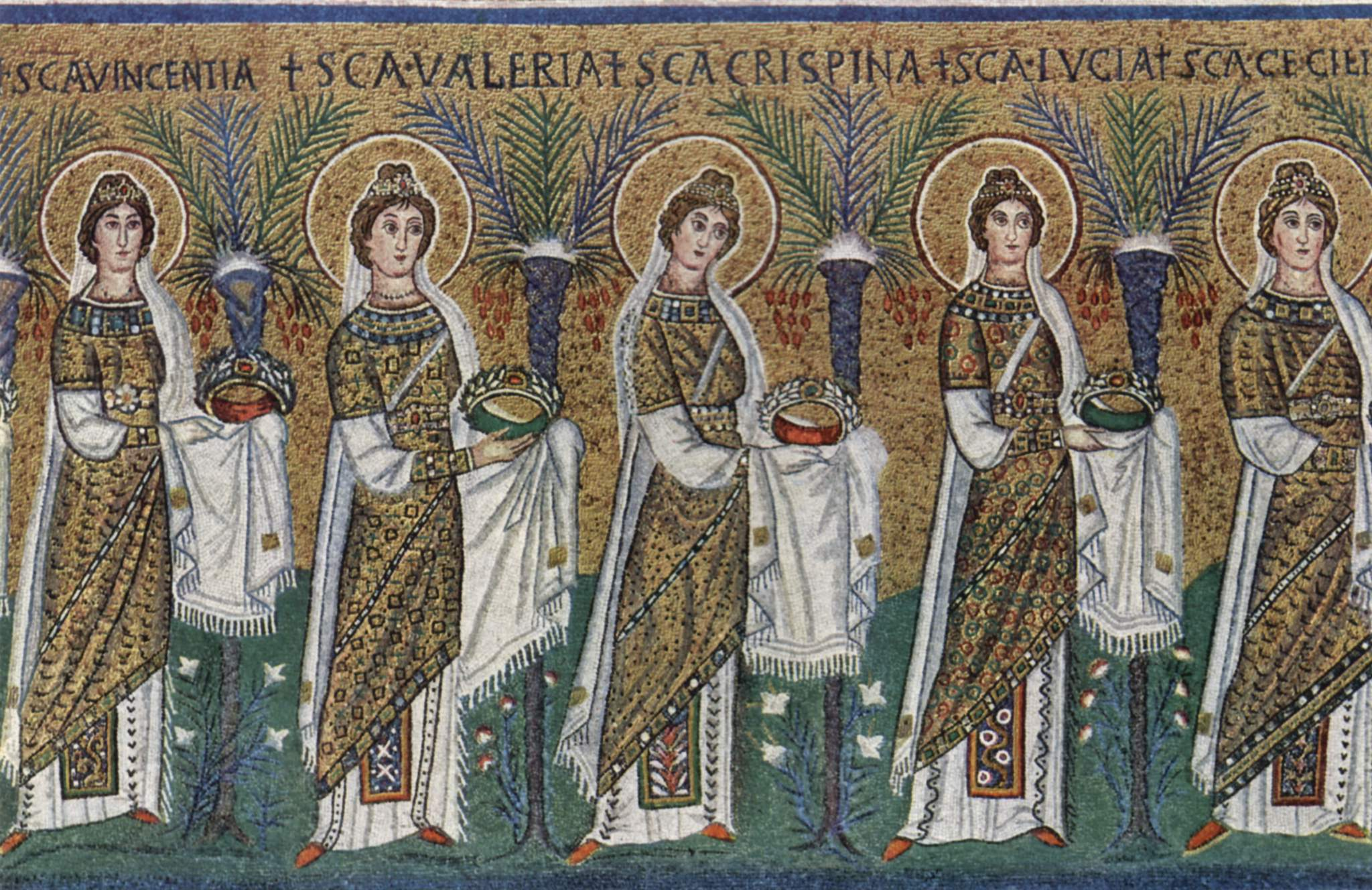
Procession de vierges martyres portant à la fois des palmes de martyrs et des couronnes comme la couronne d'une vierge (original de la Basilique Saint-Apollinaire-le-Neuf, VIe siècle)

Dans le judaïsme, le mariage et la fécondité sont valorisés, mais l'exemple du prophète Jérémie (Jr 16,1-4) montre que le célibat pouvait être requis par Dieu pour une mission particulière.
Elle apparaît dès les premiers siècles comme une vocation spécifique du christianisme, distincte d’autres formes de chasteté rituelle ou temporaire connues dans l'Antiquité, comme les vestales romaines ou les pythies de Delphes.
La nouveauté du christianisme réside dans la valeur spirituelle attachée à la virginité : elle est comprise comme un don de soi « corps et âme » à Jésus-Christ. Basile de Césarée la définit comme le choix libre d'« une vie dans la sainteté ». Saint Augustin précise que la virginité n'est pas honorée pour elle-même, mais en tant qu’elle est vouée à Dieu.

## Fondements néotestamentaires
L'Évangile selon Matthieu évoque les « eunuques qui se sont faits tels à cause du Royaume des cieux » (Mt 19,11-12), confirmant le caractère exceptionnel et vocationnel de ce choix. 
Dans la Première épître aux Corinthiens, l'apôtre Paul présente le mariage comme un bien, mais la virginité comme un bien « meilleur », en raison de la disponibilité qu’elle procure pour « plaire au Seigneur » (1 Co 7,25-40). Il déclare que les vierges ainsi que les femmes non mariées « ont le souci des affaires du Seigneur, afin d’être sanctifiées dans son corps et son esprit ». D’autres passages, comme dans l'Apocalypse 14,4 : « ils suivent l’Agneau partout où il va », ou Épître aux Éphésiens 5,27, associent la virginité au témoignage de foi et à la sainteté de l'Église.
Dans la Deuxième Lettre aux Corinthiens, Paul fait allusion à la métaphore de l'Église en tant que mariée du Christ : « Je vous ai unis au seul Époux : vous êtes la vierge pure que j’ai présentée au Christ » (2 Co 11,2).

## Les vierges aux premiers siècles
Dès le IIᵉ siècle, des auteurs chrétiens témoignent du grand nombre d’hommes et de femmes ayant choisi la continence. Justin Martyr note que certains conservent la virginité « jusqu’à 70 ans ». Clément d'Alexandrie parle d’une Église « remplie de gens adonnés à la chasteté ». Tertullien évoque des vierges « mariées au Christ » (De resurrectione mortuorum, 61).
Le médecin païen Galien admire que les chrétiens « s’abstiennent toute leur vie des relations charnelles ». Des Pères comme Cyprien mettent toutefois en garde contre les dangers d’orgueil ou de compromission liés à cet état de vie. Plusieurs vierges scellèrent leur engagement par le martyre, comme Blandine de Lyon (†177), sainte Cécile de Rome († v. 230) ou sainte Agnès († v. 304).

## Enseignement des Pères de l’Église
Dès la « Paix de l'Église » en 313, la virginité devient un thème récurrent de la littérature patristique.

### En Orient
Selon la théologienne Ysabel de Andia, la réflexion orientale insiste sur le lien entre virginité et théologie de l'Incarnation. Méthode d'Olympe, dans son Banquet des dix vierges, fait de la virginité l’image de la condition angélique. Athanase d'Alexandrie en fait la marque distinctive des consacrés, témoins de la victoire du Christ sur la mort. Grégoire de Nysse développe une vision mystique : la virginité rapproche de la pureté divine et de la lumière trinitaire. Jean Chrysostome loue la virginité mais défend également la dignité du mariage, adoptant une position équilibrée.

### En Occident
Ambroise de Milan, dans ses traités De virginibus (377) et De virginitate (378), propose la Vierge Marie, mère de Jésus, comme modèle absolu de virginité, tout en valorisant aussi la figure de sainte Thècle. Jérôme, dans sa Lettre à Eustochium, exalte la virginité et la présente comme un idéal supérieur au mariage, ce qui suscitera des débats vifs avec Jovinien, qui défendait la valeur spirituelle égale du mariage. Augustin, dans le De sancta virginitate (vers 401), affirme que la virginité est un charisme plus excellent que le mariage, tout en réaffirmant que le mariage est un bien.

### Controverses et débats
Le IVᵉ siècle est marqué par des controverses sur la supériorité de la virginité par rapport au mariage. Jovinien (mort v. 406) niait toute supériorité spirituelle de la virginité, ce qui lui valut d'être condamné par le pape Sirice et par des synodes romains et milanais. D'autres dépréciateurs de la vie virginale ont existé, comme les elkasaïtes.
À l'inverse, certains discours excessifs de Jérôme, dépréciant fortement le mariage, furent atténués par Augustin, qui adopta une théologie de la hiérarchie des biens : le mariage est un bien, mais la virginité est un « meilleur bien » (bonum maius).

## Martyres vierges

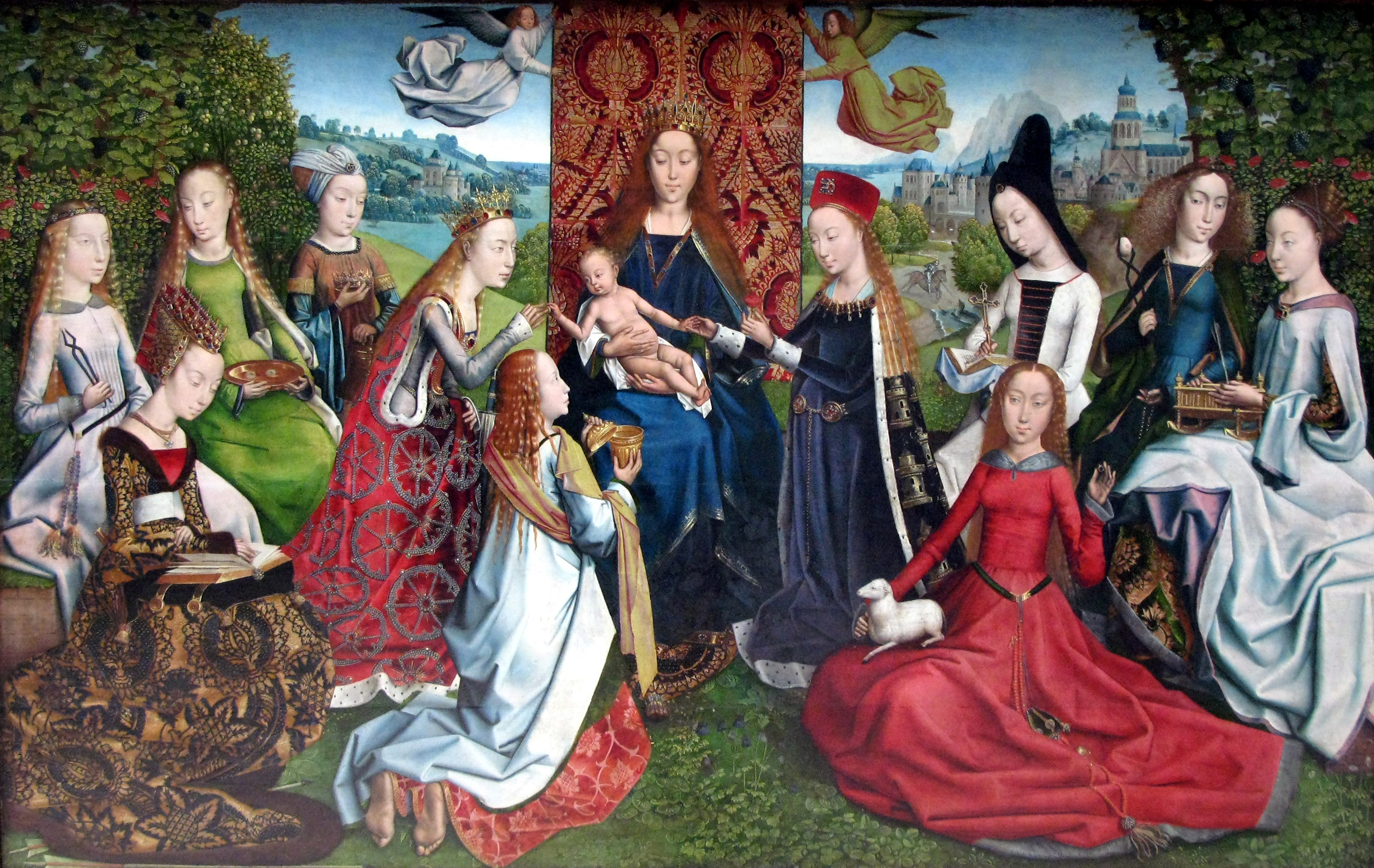
Virgo inter virgines, fin du 15ème siècle. La Vierge Marie entourée d'autres vierges saintes (dont Agathe, Lucie, Agnès, Catherine, Barbara, Apollonia et Cécile, reconnaissables à leurs attributs

Dans l'hagiographie des martyrs chrétiens de la fin du Ier siècle au début du IVe siècle, les vierges martyres (en latin : « virgo et martyr », en grec : παρθένος-μάρτυρας, en russe : дева-мученица) furent souvent persécutées en raison de leur refus à se soumettre à un mariage terrestre par fidélité à leur consécration à Dieu dans la virginité. Beaucoup de vierges martyres perdirent leur vie in defensum castitatis (« en faveur de la chasteté »). Un groupe de vierges martyres de l'Église des premiers siècles, à savoir les saintes Catherine d'Alexandrie, Marguerite d'Antioche, Barbe d'Héliopolis et Dorothée de Césarée, appelées « les quatre vierges capitales », trois d'entre elles considérées comme saintes auxiliaires.

## Développements jusqu'à nos jours

### Dans l'Église catholique
Au cours du Moyen Âge, la virginité consacrée tend à se confondre avec la vie monastique. Les vierges choisissent de rejoindre des abbayes ou des communautés régulières, où leur consécration se vit dans un cadre cloîtré. Les grands ordres féminins (bénédictines, cisterciennes, puis clarisses) offrent une institution stable à cet idéal. La consécration des vierges par l'évêque, rite attesté dès le Sacramentaire léonien (Ve siècle), se maintient dans les monastères, où il accompagne la profession religieuse.
À l’époque moderne, l'idéal virginal est toujours valorisé dans la spiritualité catholique, mais il reste étroitement lié aux vœux religieux. De nombreuses figures féminines canonisées (par exemple sainte Catherine de Sienne ou sainte Thérèse d'Avila) illustrent l'association entre virginité, mystique et réforme de l'Église.
Au XXᵉ siècle, un renouveau de la vocation des vierges consacrées apparaît dans l'Église catholique, distincte de la vie religieuse communautaire. Le concile Vatican II a réaffirmé la valeur de cet état de vie (Lumen gentium, n° 42), et selon le désir des pères conciliaires, le rituel latin de la Consécration des vierges (Ordo consecrationis virginum) a été restauré par le pape Paul VI en 1970, permettant à des femmes vivant dans le monde de recevoir cette consécration tout en demeurant insérées dans la société civile. Il y en a aussi dans les Églises catholiques orientales. Mais cette forme de vie demeure minoritaire par rapport à la tradition monastique.
Il existe aussi des laïcs consacrés hommes et femmes, soit de manière indépendante comme Madeleine Delbrêl ou le politicien Robert Schuman, soit engagés dans des associations de fidèles issues du Renouveau charismatique catholique comme Pierre Goursat.
Le nombre mondial de consécrations virginales des femmes vivant dans le monde tirées des registres diocésains oscillent autour de 5 000 vierges consacrées en 2018.

### Dans les Églises orthodoxes
Dans les Églises orthodoxes et orientales anciennes, la virginité a été étroitement associée à la vie monastique dès l'Antiquité tardive. Les parthenones (maisons de vierges) mentionnés par les sources byzantines sont progressivement intégrés aux monastères féminins. Le rite de la consécration des vierges existe aussi dans les traditions syriaque, copte et byzantine, mais il est resté lié à l'entrée dans la vie monastique, contrairement à la pratique occidentale restaurée en 1970.
Aujourd'hui encore, dans l'orthodoxie, la virginité consacrée est essentiellement vécue dans les monastères féminins, puisque la consécration virginale inclut ce don total à Jésus-Christ.

## Vierges consacrées

### Rite et liturgie
La tradition du rite du Consecratio virginum (consécration d'une vierge) remonte au IVe siècle, la forme de vie à l'époque apostolique. La première consécration formelle populaire est celle de Sainte Marcelline, datant de 353 après Jésus-Christ, mentionnée par son frère, saint Ambroise de Milan, dans De Virginibus.
Différents martyrologes (par exemple le Martyrologe romain ou le Martyrologe hiéronymien) énumèrent les premières vierges martyres, dont certaines sont nommées dans le canon de la messe.
Dans le Missel romain ainsi que le Livre d'heures se retrouve un « commun des vierges » en l'honneur des vierges et en particulier des vierges martyres. Pour ce commun, des compositeurs écrivent des œuvres vocales sacrées, comme Marc-Antoine Charpentier : Jesu corona Virginum: hymne au commun des vierges à deux dessus et une flûte, H.53 ; ou l'Op. 31 d'Ernest Chausson : Vêpres pour le commun des vierges, pour orgue en 1897.

### Figures de vierges consacrées

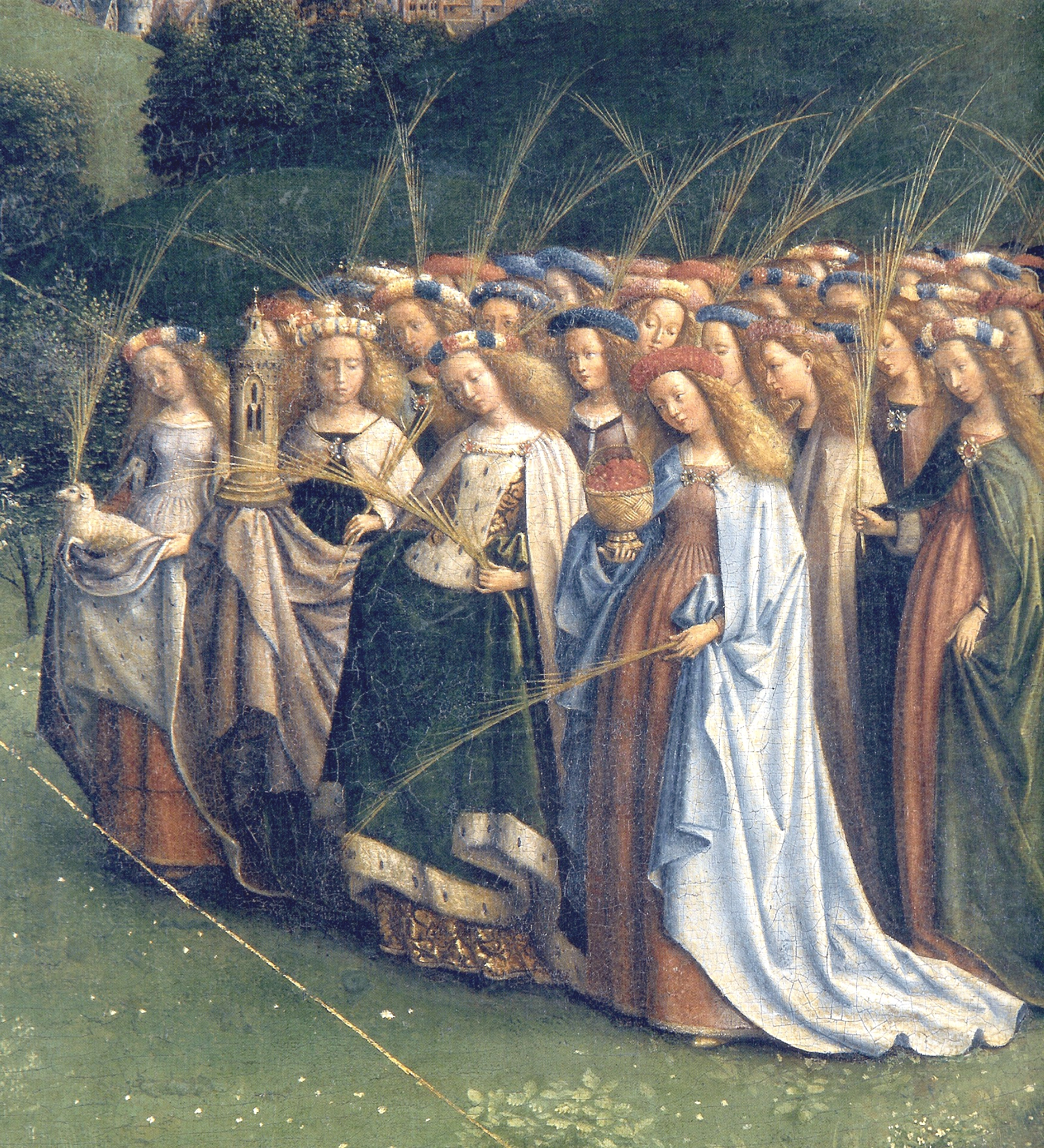
Retable de Gand L'Agneau mystique de Jan van Eyck : Les saintes vierges et martyres viennent adorer l'Agneau de Dieu

Plusieurs figures de vierges ont marqué l'histoire des formes de vie virginale vécues dans le monde ou dans la vie monastique, toutes manifestant un même idéal de consécration totale au Christ :
- Agnès de Rome († v. 304), jeune martyre, devenue le modèle des vierges consacrées en Occident ;
- Cécile de Rome († v. 230), vierge et martyre, patronne des musiciens ;
- Lucie de Syracuse († 304), vierge et martyre, célébrée dans toute la chrétienté ;
- Geneviève de Paris († 502), vierge consacrée vivant dans le monde, protectrice de la cité de Paris ;
- Scholastique († v. 543), sœur de saint Benoît, considérée comme la première moniale bénédictine ;
- Claire d’Assise († 1253), fondatrice de l’ordre des Clarisses, modèle de pauvreté et de chasteté ;
- Catherine de Sienne († 1380), tertiaire dominicaine et vierge mystique, proclamée docteur de l'Église.

## Sens de la consécration virginale chrétienne

### Sens charismatique
La virginité consacrée est comprise non seulement comme un choix personnel, mais aussi comme une réalité ecclésiale. Dans la liturgie de la consécration, l'évêque invoque l'Esprit Saint et confie la vierge à l'Église locale, ce qui manifeste que son offrande est reçue par toute la communauté chrétienne. Le théologien Raniero Cantalamessa rappelle, à la suite de saint Augustin, que la virginité n'est pas une fuite du monde, mais un témoignage rendu au monde de l'amour ultime qui le sauve. Elle devient un service ecclésial, un « charisme pour l’édification du Corps du Christ ».

### Signe eschatologique et nuptial
Dans la théologie chrétienne, la consécration virginale est comprise comme un signe eschatologique du Royaume à venir, où « on ne prendra ni femme ni mari » (Mt 22,30). Elle rappelle à toute l'Église sa vocation ultime à l'union spirituelle avec le Christ, l'Époux unique. Les Pères de l'Église soulignent ce lien ecclésial, comme Ambroise de Milan selon qui elles constituent un reflet de la virginité de l'Église-Épouse du Christ.
De même que le mariage reflète l'alliance entre le Christ et son Église, la virginité en manifeste l'aspect eschatologique, en anticipant l'union définitive de l'humanité avec Dieu. Elle ne se définit donc pas par une absence (privation de rapports conjugaux), mais par une plénitude : l'appartenance totale et indivise au Christ. Ainsi, selon Raniero Cantalamessa, la virginité doit être comprise dans une perspective nuptiale : elle est le signe sacramentel de l'amour exclusif de Jésus-Christ pour son Église.
Augustin reprend cette notion d'alliance par celle du corpus mysticum auquel participe les vierges. Pour lui, l'état de vierge est signe eschatologique de l'Église pure et sans tache (Éphésiens 5,27) avec la participation de l'ensemble des membres de l'Église au corps mystique du Christ : ce corps formé sur Terre est l'anticipation du corps total du Christ (en latin : Christus Totus).

### Un désir du divin, un sacrifice d'amour
Le sens de la consécration de son célibat à Dieu est également signe d'un amour qui dépasse l'amour charnel.
D'une manière très représentative, dans son milieu du protestantisme luthérien qui était hostile à une consécration virginale (Luther avait refusé le célibat et la virginité, leur préférant le mariage), Søren Kierkegaard était fiancé à une jeune fille qu'il aimait passionnément, Régine Olsen. Mais, il affronta le martyre de se détacher d'elle. Dans une page de son Journal, il justifia son choix par des paroles dont Raniero Cantalamessa estime qu'elles « ajoutent quelque chose de nouveau par rapport à tous les éloges du célibat et de la virginité, anciens et modernes, que je connais » :
Dieu veut le célibat parce qu'il veut être aimé… Toi, Majesté infinie, même si Tu n'étais pas amour, même si Tu étais froide dans Ton infinie Majesté : je ne pourrais faire autrement que de T'aimer, il me faut quelque chose de majestueux à aimer. Ce dont d'autres se sont plaints, c'est-à-dire de n'avoir pas trouvé l'amour en ce monde, et qui pour cela sentirent le besoin de T'aimer, parce que Tu es l'amour (et je suis pleinement d'accord), je voudrais le proclamer aussi en regard de ce qui est Majestueux. Il y avait et il y a dans mon âme un besoin de la majesté, d'une majesté que je ne me sentirai jamais fatigué ou las d'adorer. Je n'ai jamais rien trouvé dans le monde de cette majesté convoitée.
Dans ses écrits, Kierkegaard a fréquemment utilisé le mariage comme un trope de « l'universel » appel de l'homme et de la femme. Corrélativement, devenir une « exception » en choisissant de rester célibataire crée le besoin de donner sa justification : il a élaboré sa dialectique de l'universel et de l'exception en termes de sacrifices de l'amour. Ainsi, c'est un amour absolu dans le sens du religieux qui permet qu'il soit une « exception justifiée ».
Cette dimension de don et d'amour rejoint le sens nuptial, éclairée de manière philosophique par Kierkegaard. Ainsi, pour lui, la virginité chrétienne n'est intelligible qu'à la lumière du rapport existentiel entre l'individu et le Christ : elle est « relation absolue à l'Absolu ». En ce sens, elle exprime au plus haut degré ce que signifie être chrétien : vivre non pour soi, mais pour l’Unique.  Cantalamessa y voit une confirmation moderne de l’intuition patristique selon laquelle la virginité est signe de l’Église-Épouse, tendue vers son Époux divin.
La virginité chrétienne ne peut donc être réduite à une simple ascèse morale ou à un idéal stoïcien de maîtrise de soi. Alors que la continence païenne pouvait être comprise comme une prouesse éthique, la virginité chrétienne, selon Kierkegaard, se définit par la personne du Christ lui-même : elle n'a de sens qu'en tant que don d'amour exclusif à l'Époux divin.

#### Littérature patristique
- Tertullien, Le voile des vierges (De virginibus velandis), introd., texte critique et commentaire par Eva Schulz-Flügel ; trad. par Paul Mattei, Paris, Éd. du Cerf, 1997, 288 p.  (ISBN 2-204-05761-4)

- Grégoire de Nysse, Traité de la virginité, Paris, éd. Michel Aubineau, coll. « Sources chrétiennes » (no 119), 1966.
- Jean Chrysostome, La virginité, Paris, éd. Herbert Musurillo et Bernard Grillet, coll. « Sources chrétiennes » (no 125), 1966.

- Ambroise de Milan (trad. Marie-Gabriel Tissot), Écrits sur la virginité [« De virginibus »], Solesmes, Éd. Abbaye Saint Pierre de Solesmess, 1980, 352 p. (ISBN 978-2-85274-049-5, lire en ligne)

- Augustin d'Hippone (trad. Jules Saint Martin), Le bien du mariage, La virginité consacrée [« De sancta virginitate »], Paris, Institut d'études augustiniennes, 170 p.

- Cyprien de Carthage (trad. Joseph Boutet), De la conduite des vierges [« De habitu virginum »], Paris, Ed. La Vie spirituelle, 1926, 66 p. (lire en ligne)

- Basile de Césarée, De Virginitate de saint Basile, texte vieux slave et traduction française par H. Vaillant, Paris, Institut d'études slaves, 1943, 108 p.
- Basile d'Ancyre, De la véritable intégrité dans la virginité (Peri tès en partheniai alēthous aphthorias), trad. par le chanoine C. Coudreau, introd. et notes par Dom P. Miquel Ligugé, Abbaye Sainte-Croix, 1981, XXVII-128 p.

- Athanase d'Alexandrie (trad. J. Lebon), « Lettre à des vierges qui étaient allées prier à Jérusalem et étaient revenues », dans Le Muséon (en) [« Athanasiatia Syriaca »], Louvain, éd. Herbert Musurillo et Bernard Grillet (no XL et XLI), 1927 et 1928.

#### Entrées encyclopédiques
- Waldemar Molinski (en), “Virginity”, Sacramentum mundi: an encyclopedia of theology (en), Herder, t. 6, 1968, col.334-337 (lire en ligne).
- Pierre-Thomas Camelot, « Virginité », dans Dictionnaire de théologie catholique, vol. 3 : Tables générales, 1972 (Virginité), p. 4378-4383
- Giovanni Moioli (it) et A. Pedrini, « Verginità », dans Ermanno Ancilli (dir.), Dizionario enciclopedico di spiritualità, Rome, 1975. Éd. revue, Rome, 1992, t. 3, col. 2615-2626.
- Robert Le Gall, Dictionnaire de liturgie, Chambray-lès-Tours, Cahiers du livre et du disque (CLD), 1997, 3e éd. (1re éd. 1982), 281 p. (ISBN 978-2-85443-135-3, lire en ligne), « Vierge ».
- Enzo Bianchi, « Celibato e verginità », Nuovo Dizionario di Spiritualità, Rome, 1979, p. 176-95 ; adaptation française : Dictionnaire de la vie spirituelle, Paris, 1983, p. 103-15.
- Antonio Maria Sicari (it), « Verginità », Dizionario di Spiritualità dei Laici, t. 2, Milan, 1981, p. 372-75.
- Carlo Tibiletti, « Vierge, Virginité, Prise de voile », Dictionnaire Encyclopédique du Christianisme ancien, t. 2, Roma, 1983, col. 2547-2550.
- P. Gerlitz, W. Pratscher, P.F. Beatrice, J. Dominian, “Keuschheit”, Theologische Realenzyklopädie, Berlin, t. 18, 1988, p. 113-34.
- Aimé Solignac, « Virginité chrétienne », dans Dictionnaire de spiritualité, ascétique et mystique, doctrine et histoire, t. 16, 1994 (lire en ligne), col. 924-949.
- Ysabel de Andia, « La virginité chez les Pères de l'Église », Dizionario su sesso, amore e fecondità, 2019 (lire en ligne)